# Schenkenau (Waidhofen)
Schenkenau ist ein Kirchdorf und südwestlich von Hohenwart gelegener Ortsteil der bayerischen Gemeinde Waidhofen im Landkreis Neuburg-Schrobenhausen.

## Geschichte

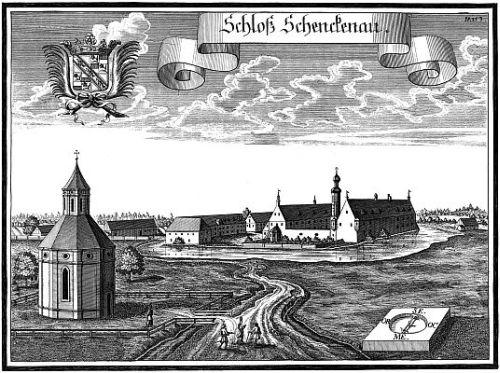

Der Name Schenkenau lässt sich auf das alte bayerische Adelsgeschlecht der Schenk aus der Au zurückführen und bezeichnet deren Stammsitz. Dieser ist dadurch untrennbar mit dem Landgut, ehemaligen Schloss Schenkenau und der ehemaligen Schlosskapelle und heutigen Filialkirche St. Nikolaus verbunden. Grund für die Ansiedlung dürften die naheliegenden Ministerialien der Grafen von Scheyern und der daraus entstandenen Adelsdynastie der Wittelsbacher sein.
Die genaue Entstehung ist nicht datiert. Die Veste dürfte aber zwischen 1109 und 1135 von den Schenk aus der Au erbaut worden sein. Mit dem Verkauf durch Eberhart Schenk von der Au an Herzog Wilhelm III. von Bayern-München 1417 begann ein munterer Wechsel der Besitzer von Schenkenau. Herzog Wilhelm III. verkaufte Schenkenau 1422 an Wernher von Seyboltsdorf und dieser begründete die Linie Seyboltsdorf-Schenkenau die ununterbrochen bis 1608 im Besitz von Schloss und Hofmark blieb. 1608 wurde das Rittergut durch die Gebrüder Stephan, Johann-Georg und Johann-Albrecht von Seyboltsdorf zu Schenkenau an Moritz von Rorbach veräußert. Das Schloss wurde 1632 im Zuge des Dreißigjährigen Krieges zerstört und der Sohn von Moritz, Heinrich von Rorbach verkaufte Schenkenau wiederum 1639 an den Marschall und Pfleger zu Reichertshofen Johann Caspar von Eglof von Zell. Bis zirka 1700 wurde das Schloss wiedererrichtet. Bereits 1711 aber ging Schenkenau wieder in den Besitz des Grafen Johann Franz-Xaver von Freien-Seyboltstorf, dem Pfleger des Landgerichts Moosburg, über wurde aber bereits 1739 von seinen Söhnen an den Landmarschall Freiherr Johann Joseph von Weichs verkauft und ging 1740 an seinen Vetter den Grafen Karl von Preysing über. Erst 1811 änderte sich der Besitzstand wieder als Schenkenau von Graf Siegmund von Preysing, dem Statthalter zu Ingolstadt, an den Rittmeister Freiherr Maximilian Emanuel von Perfall verkauft wurde. Da dieser Gutsbesitzer von Greiffenberg am Ammersee war und nicht vor Ort wohnte, hatte er keine Verwendung mehr für das Schloss und befahl 1812 die Schleifung desselben, die bis 1815 andauerte. Die Hofmark wurde im Zuge der Verwaltungsreformen in Bayern 1818 als Teil der Gemeinde Waidhofen umgewandelt. 1839 wurden die Besitzungen in Schenkenau an Graf Maximilian August von Törring-Gutenzell verkauft.

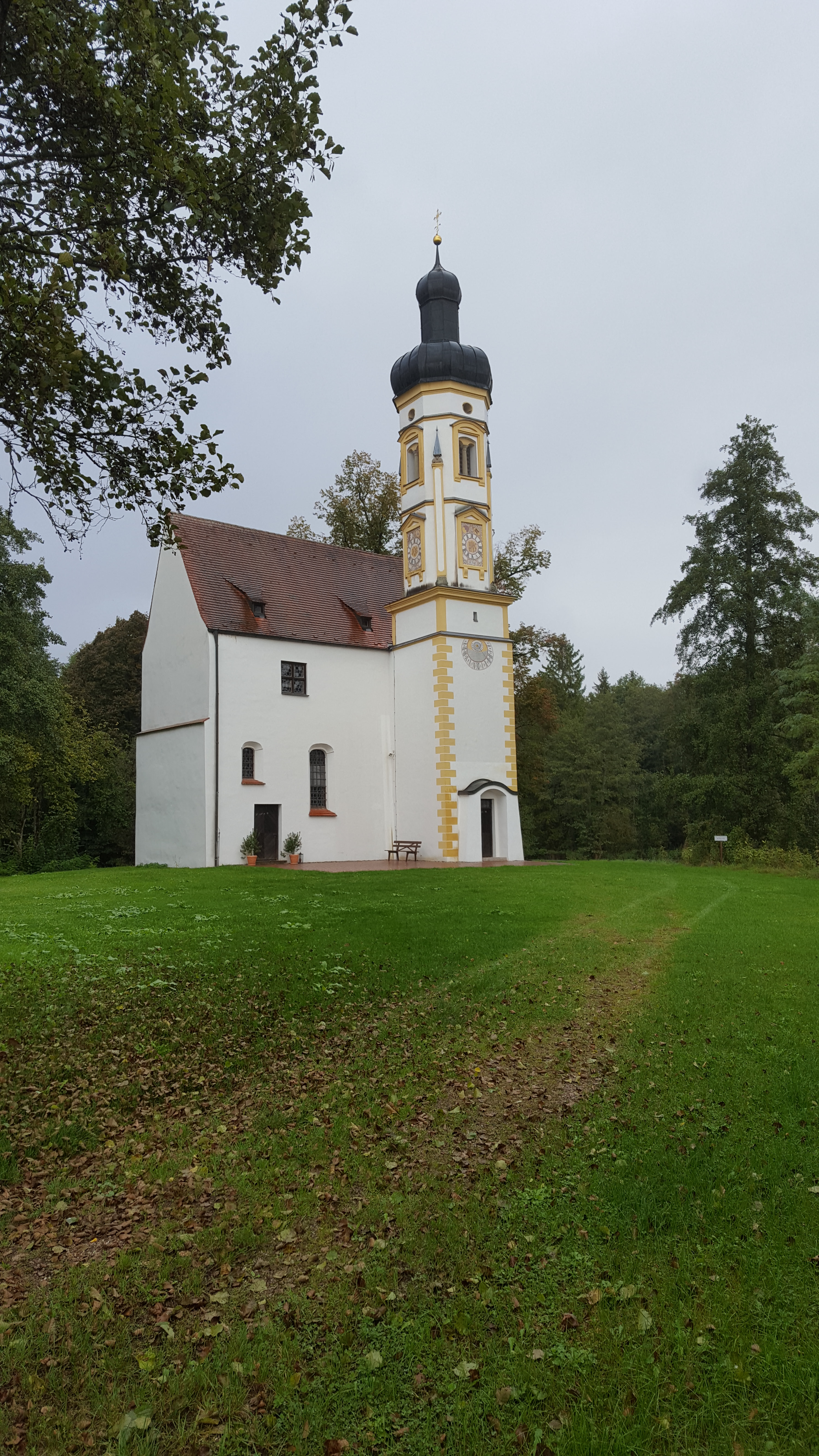
Filialkirche St. Nikolaus Schenkenau

### Einwohnerentwicklung
Die Bevölkerung von Schenkenau hat sich seit 1877 wie folgt entwickelt:
| Jahr | Einwohner |
| ---- | --------- |
| 1877 | 081       |
| 1928 | 090       |
| 1952 | 119       |
| 1978 | 053       |
| 1987 | 053       |